# パヴェル・ブルット
パヴェル・アレクサンドロヴィチ・ブルット（ロシア語: Павел Александрович Брутт, ラテン文字転写: Pavel Aleksandrovich Brutt、1982年1月29日 - ）は、ロシアの自転車プロロードレース選手である。パヴェル・ブル、パヴェル・ブラットといった表記がされることも多い。

## 経歴
2001年にプロ転向。
頭角を現してきたのは、現在所属するチーム・カチューシャの前身にあたるティンコフ・クレジットシステムに移籍した2007年からで、同年のグランプリ・キアッソで優勝。さらにツール・ド・ランカウイでもステージ1勝を挙げた。同年のジロ・デ・イタリアにも出場し、総合87位で完走している。
2008年
- ジロ・デ・イタリア第5ステージで勝利（第10ステージ未出走）
- ブエルタ・ア・エスパーニャでは総合105位。

2009年
- ジロ・デ・イタリアでは総合125位、
- ツール・ド・ワロニー 総合2位
- ツール・ド・ヴァンデでは優勝を飾った。

2011年
- ツール・ド・ロマンディ 総合8位 & 区間1勝(第1)
- 国内選手権 ロードレース部門優勝

2012年
- ヘル・ファン・ヘット・メルヘラント 優勝

## レーススタイル
チームメイトのミハイル・イグナティエフと並んで、ステージレース・ワンデーレース問わず積極的に逃げ集団に乗ったり、メイン集団から度々アタックを試みて、飛び出しを図る典型的なパンチャータイプの選手。